# Reteporella tenuitelifera
Reteporella tenuitelifera är en mossdjursart som beskrevs av Canu och Bassler 1929. Reteporella tenuitelifera ingår i släktet Reteporella och familjen Phidoloporidae. Inga underarter finns listade i Catalogue of Life.